# Ninja Gaiden: Dragon Sword
Ninja Gaiden: Dragon Sword — видеоигра жанра action-adventure, разработанная японской компанией Team Ninja и выпущенная в 2008 году для портативной консоли Nintendo DS. Является частью серии Ninja Gaiden; её действие происходит между событиями игры 2004 года и её сиквела.

## Игровой процесс
Игра представлена в псевдотрехмерной перспективе. Все игровые модели отображаются в полном 3D, а мир, по которому путешествует игрок, предварительно нарисован. При игре, консоль нужно держать боком, как, например, в игре Rhythm Heaven. На левом экране отображается карта местности, а на правом — основной игровой процесс, если игра ведется правой рукой, и наоборот, если игра ведется левой. Игра заточена под управление стилусом Nintendo DS:
- При нажатии на экран, Рю использует выбранный в данный момент снаряд;
- нажав на определённое место и удерживая, Рю побежит туда;
- нарисовав горизонтальную или вертикальную линию на противнике, Рю нанесет соответствующий удар мечом;
- если провести вверх по экрану, Рю подпрыгнет.

Нинпо активируется при нажатии на соответствующую иконку на экране. При этом появляется контур санскритской буквы, которую нужно прорисовать стилусом. Успешная прорисовка буквы активирует соответствующее Нинпо.
Рю может блокировать атаки, нажимая любую из кнопок. Уклонения от атак можно выполнять, поставив блок и нажав стилусом на определённую точку. Несмотря на то, что у Рю мало оружия, он по-прежнему может выполнять свой фирменный бросок Изуна и поглощать эссенцию, выпадающую с убитых им врагов, для нанесения череды мощных ударов, известной как Техника суперудара. Это можно сделать, проводя стилусом вперёд-назад.

## Сюжет
Спустя полгода после событий игры 2004 года, Рю Хаябуса заново отстроил деревню Хаябуса. После тренировки с куноичи Момидзи, её похищают члены клана ниндзя «Чёрный Паук» по приказу их лидера Обабы, которая надеется заполучить Глаз Дракона для древнего демона, Иштароса. Во время поисков, Рю внезапно переносится в монастырь в Тайроне, столице Священной Империи Вигура, где сталкивается с полчищами демонов. Найдя необычный предмет, он возвращается в свою деревню, где мастер-кузнец Мурамаса сообщает ему, что это Камень Тёмного Дракона, содержащий его волю и сущность. Если собрать все восемь камней, то можно высвободить силу, намного превосходящую силу клинка Тёмного Дракона. Мурамаса уверен, что Рю удастся найти все восемь камней, поэтому молодой ниндзя отправляется на поиски остальных камней.
Когда Рю находит семь камней Темного Дракона, камни приводят его в убежище вражеского клана. Там он находит Обабу, превратившуюся в демона, и побеждает её. Камни открывают портал в подземный мир, где у врат ада героя поджидает Иштарос с Момидзи в качестве заложника. Демон похищает семь камней, а восьмой оказывается у Иштарос — драгоценный камень вставлен в её корону. Иштарос переходит в наступление, заявляя, что раз она контролирует все восемь камней, а сила Меча Дракона ничто без Глаза Дракона, то Рю не сможет победить её. Неожиданно появляется дух погибшей служительницы святилища, Куреха, и забирает дух Момидзи. Вместе они освобождают Око Дракона, которое сливается с Мечом Дракона, во второй раз становясь Истинным Мечом Дракона. Рю легко побеждает Иштарос, пока не появляется Никхэ, её сестра-близнец, и не забирает тело Иштарос и камни в ад, чтобы воскресить святого императора Вигура.
К сожалению, воля Тёмного Дракона, заложенная в камнях, оказывается слишком сильной для демонов, и они уничтожают символического Императора, прежде чем он сможет полностью воскреснуть, а Иштарос заключают в кокон. Смирившись с судьбой, что Тёмный Дракон воскреснет, Никхэ вступает в бой с Рю. Тот смертельно ранит её. Когда кокон поглощает Никхэ, из оболочки вырывается Тёмный дракон. Рю вынужден убить чудовище и положить конец разрушениям, которые оно может принести. После битвы Момидзи таинственным образом оказывается у ног Рю невредимой. Они возвращаются в деревню Хаябуса, и Момидзи, посетив могилу Курехи и пообещав, что станет сильнее, чтобы лучше защищать себя и Глаз Дракона, присоединяется к Рю, чтобы продолжить обучение.

## Разработка и выпуск
Режиссер серии Томонобу Итагаки заявил, что решил сделать игру для Nintendo DS из-за оригинальности платформы, которая, по его мнению, является наиболее важным аспектом портативной платформы, а также для того, чтобы «бросить вызов самому себе». Итагаки также заявил, что его дети хотели бы иметь одну из его игр на этой платформе.
Одной из целей Итагаки была создать такую игру, в которую смогут играть все геймеры, заявив, что другие его проекты «традиционно ориентированы на мужчин старше 18 лет и жителей Запада». В качестве примера можно привести то, что иероглифы, с помощью которых выполняется Нинпо, изначально были написаны в виде кандзи, но были заменены на более «культурно-нейтральный» санскрит. Кроме того, для получения более низкого рейтинга ESRB из игры была убрана чрезмерная жестокость, которая позже появилась в Ninja Gaiden II.
Локализацией игры на английский язык занимался сотрудник Team Ninja Эндрю Шимански в сотрудничестве с AltJapan Co.

## Оценки и мнения
| Сводный рейтинг    | Сводный рейтинг |
| Агрегатор          | Оценка          |
| ------------------ | --------------- |
| GameRankings       | 82,80 %         |
| Metacritic         | 83/100          |
| Иноязычные издания |                 |
| Издание            | Оценка          |
| 1UP.com            | A−              |
| GameSpot           | 8,5/10          |
| GameTrailers       | 8,8/10          |
| IGN                | 8,6/10          |

Игра получила преимущественно положительные оценки.